# Isla Tarut
Isla Tarut es una isla de Arabia Saudita, se encuentra en el golfo Pérsico y es la segunda en importancia por su tamaño, después de la isla Qeshm, la distancia al continente es de 3,72 kilómetros de distancia, se encuentra comunicado por dos puentes. Dentro de la isla se encuentran algunas ciudades y aldeas, las más importantes son Tarut, Sanabes y Darren, su superficie es de 70 kilómetros cuadrados y su población es de aproximadamente 40.000 habitantes.

## El puerto de Tarut
Isla Tarut representa uno de los puertos marítimos más importantes de Arabia Saudita. En tiempos antiguos, la isla era un puerto marítimo vital para recibir embarcaciones en el golfo Pérsico y el océano Índico. Tarot era una metrópoli en la isla, que tomó su nombre de su castillo, que se encuentra en el corazón de la isla, rodeado de pequeños pueblos.

## Historia
La historia de Tarut data de 5.000 años antes de Cristo, es considerado uno de los lugares más antiguos de la humanidad y uno de los sitios más antiguos de la península arábiga.
Se encuentra en la isla una fortaleza construida en el año 1515 al 1521, la que fue realizada para defenderse de los ataques turcos, fueron los portugueses quien la construyeron.

## Arqueología
La colección más importante que se encuentran en Tarut es una estatua de oro que representa a la diosa (Ashtaroot). La estatua se encontró al pie de una palmera.
Hay muchas otras estatuas, cobre y vasijas de cerámica y armas tradicionales que se encuentran en el Museo de Riad.